# Francesca Campana
Francesca Campana, född 1615, död 1665, var en italiensk kompositör.
Verk
- Arie a 1, 2, e 3 voci, op. 1,
- Donna, se ’l mio servir,
- Pargoletta, vezzosetta frånom La Risonanti Sfere, [1]